# Supercopa Femenina de Costa Rica 2022
La Supercopa Femenina de Costa Rica 2022 fue la segunda edición de la Supercopa de Costa Rica. El encuentro fue disputado entre el club campeón del Torneo Apertura 2022 y el subcampeón del Torneo Clausura 2022.

## Equipos participantes
| Equipo            | Vía de clasificación                                        |
| ----------------- | ----------------------------------------------------------- |
| L. D. Alajuelense | Campeón del Torneo Apertura 2022 y del Torneo Clausura 2022 |
| Sporting F. C.    | Mejor subcampeón del Torneo Clausura 2022                   |

## Partido
| 15 de enero de 2023 | L. D. Alajuelense               | 1:1 (0:0) (1:3 p.)         | Sporting F. C.                       | Estadio Nacional de Costa Rica, San José                |                                                         |
|                     | Pinell 88'                      | Reporte                    | Riley 68'                            | Asistencia: 1,400 espectadores Árbitra: Marianela Araya | Asistencia: 1,400 espectadores Árbitra: Marianela Araya |
|                     |                                 | Tiros desde el punto penal |                                      |                                                         |                                                         |
|                     | Campos · Pinell · Rangel · Coto |                            | Granados · Sánchez · Jiménez · Viana |                                                         |                                                         |

### Plantilla del Campeón
- Daniela Solera, Diana Sáenz, Carol Sánchez, Celeste Jiménez, María Paula Porras, Fernanda Chavarría, Cristin Granados, Candela Andújar, Katherine Arroyo, Yerling Ovares, Karla Riley, Evanny Calvo, Steysi Arias, Jeimy Umaña, Emily Flores, Lourdes Viana, Raquel Chacón, Yesmi Rodríguez, Yoselin Fonseca, Tanisha Fonseca, Jimena González
- DT: Edgar Rodríguez

| Campeón Sporting F. C. |
| 1.er título            |